# Hypophytala hyettina
Hypophytala hyettina är en fjärilsart som beskrevs av Aurivillius 1897. Hypophytala hyettina ingår i släktet Hypophytala och familjen juvelvingar. Inga underarter finns listade i Catalogue of Life.